# Pareusarcus corniculatus
Pareusarcus corniculatus is een hooiwagen uit de familie Gonyleptidae.